# 1851 en musique classique
| \| • Retour à la chronologie générale de la musique classique • \| |
| Grèce • Rome • Haut Moyen Âge • VIIIe siècle • IXe siècle • Xe siècle • XIe siècle XIIe siècle • XIIIe siècle • XIVe siècle • XVe siècle • XVIe siècle • XVIIe siècle XVIIIe siècle • XIXe siècle • XXe siècle • XXIe siècle |
| • Retour à la chronologie générale de la musique classique • |

| Années en musique classique : 1848 - 1849 - 1850 - 1851 - 1852 - 1853 - 1854    |
| Décennies en musique classique : 1820 - 1830 - 1840 - 1850 - 1860 - 1870 - 1880 |

## Événements
- 15 janvier : Pâquerette, ballet de François Benoist, créé à l'Opéra de Paris.
- 6 février : Symphonie no 3 de Robert Schumann, créée à Düsseldorf sous la direction du compositeur.
- 11 mars : Rigoletto, opéra de Giuseppe Verdi, créé à la Fenice de Venise.

Date indéterminée
- Franz Liszt compose Mazeppa (création en 1854).

## Prix
- Alfred Deléhelle remporte le 1er Grand Prix de Rome.

## Naissances

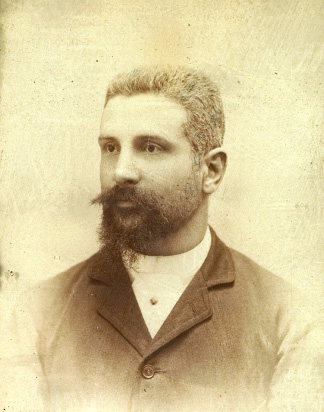
Giuseppe Gallignani

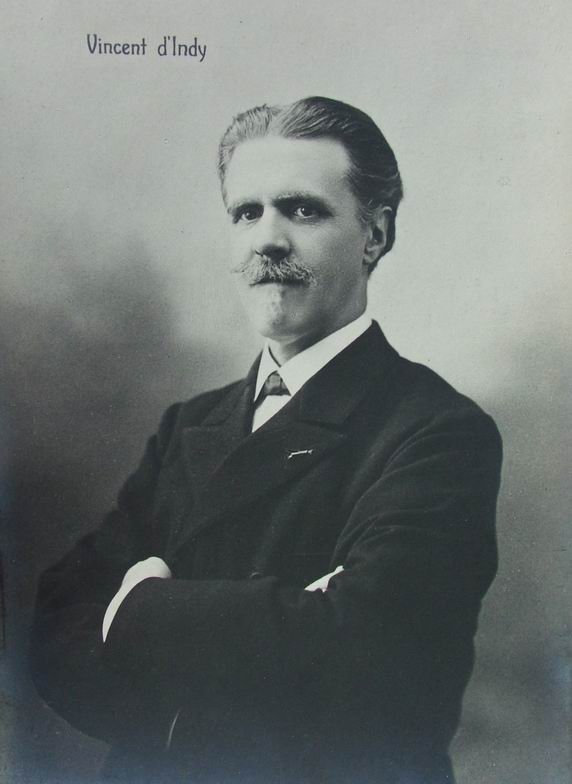
Vincent d'Indy

- 9 janvier : Giuseppe Gallignani, compositeur, pédagogue, organiste et chef d'orchestre italien († 14 décembre 1923).
- 29 janvier : Stanislao Falchi, compositeur italien († 14 novembre 1922).
- 13 février : Josep Rodoreda, compositeur espagnol († 9 octobre 1922)).
- 20 mars : Pietro Abbà Cornaglia, compositeur italien († 2 mai 1894).
- 27 mars :
  - Ruperto Chapí, compositeur espagnol de zarzuelas († 25 mars 1909).
  - Vincent d'Indy, compositeur français († 2 décembre 1931).
- 2 avril : Adolph Brodsky, violoniste et pédagogue russe († 12 avril 1922).
- 27 avril : Ernst Reiterer, compositeur et chef d'orchestre autrichien († 27 mars 1923).
- 5 mai : Marie Heilbron, chanteuse lyrique soprano belge († 31 mars 1886).
- 7 mai : Julius Buths, pianiste allemand, chef d'orchestre et compositeur († 12 mars 1920).
- 17 mai : 
  - Victor Bendix, pianiste et compositeur danois († 5 janvier 1926).
  - Aleksander Michałowski, pianiste, pédagogue et compositeur polonais († 17 octobre 1938).
- 3 juin : Theodore Baker, musicologue américain († 12 octobre 1934).
- 12 juin : Pol Plançon, artiste lyrique français († 12 août 1914).
- 6 juillet : Albert Renaud, organiste et compositeur français († 28 mai 1924).
- 18 juillet : Emma Barnett, compositrice et pianiste britannique († 12 février 1942)
- 24 août : Marius Millot, compositeur français de musique militaire († 17 mai 1938).
- 14 septembre : Gabrielle Ferrari, pianiste et compositrice franco-italienne connue pour ses opéras  († 4 juillet 1921).
- 19 septembre : Paul Wachs, organiste, pianiste et compositeur français († 6 juillet 1915).
- 23 septembre : Karl August Hermann, écrivain, publiciste, linguiste et compositeur estonien († 11 janvier 1909).
- 1er novembre : André Wormser, compositeur et pianiste français († 4 novembre 1926).
- 5 novembre : Émile Pierre Ratez, compositeur et altiste français († 19 mai 1934).
- 1er décembre : Eugenie Schumann, écrivaine et pianiste et allemande († 25 septembre 1938).
- 7 décembre : Camille Benoît, compositeur, musicographe, critique d'art et conservateur de musée français († 1er juillet 1923).

Date indéterminée
- Alexandra Kroutikova, cantatrice russe, contralto († 1919).

## Décès

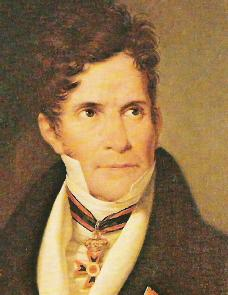
Gaspare Spontini

- 14 janvier : Gaspare Spontini, compositeur italien (° 14 novembre 1774).
- 21 janvier : Albert Lortzing, compositeur, librettiste, acteur et chanteur allemand (° 23 octobre 1801).
- 20 février : Pierre-Gaspard Roll, compositeur et contrebassiste français (° 5 octobre 1787).
- 6 mars : Alexandre Alexandrovitch Aliabiev, compositeur russe (° 15 août 1787).
- 18 mars : Conrad Graf, facteur de pianos autrichien-allemand (° 17 novembre 1782).
- 4 juillet : Martin-Joseph Mengal, compositeur d'opéra et de musique de chambre (° 27 janvier 1784).
- 19 août : Gioseffo Catrufo, chanteur, compositeur et pédagogue italien (° 19 avril 1771).
- 20 novembre : Wenzel Sedlák, arrangeur et clarinettiste bohémien (° 4 août 1776).
- 21 décembre : Carl Friedrich Rungenhagen, compositeur et pédagogue allemand (° 27 septembre 1778).